# خليج أكاديمي

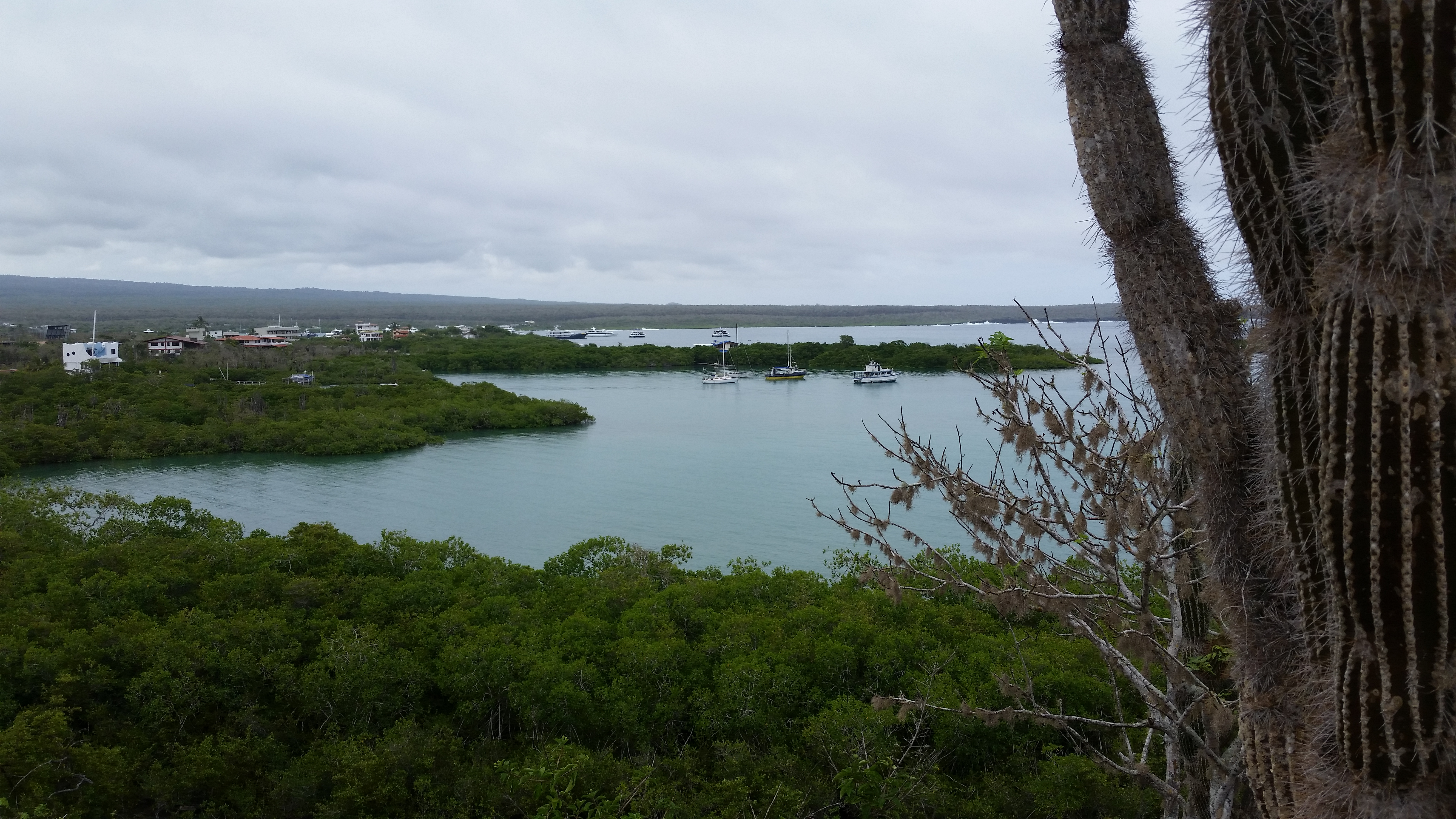
خليج أكاديمي كما يُرى من لاس غرييتاس

خليج أكاديمي (بالإسبانية: Bahía de la Academia) يُعدّ الميناء الطبيعي لجزيرة سانتا كروز ضمن أرخبيل جزر غالاباغوس. وقد سُمِّي الخليج بهذا الاسم نسبةً إلى أكاديمية كاليفورنيا للعلوم، التي أرسلت بعثة استكشافية إلى المنطقة عام 1905. كما يحتضن محطة أبحاث تشارلز داروين، التي أُسِّست عام 1959 بهدف الحفاظ على الحياة البرية في جزر غالاباغوس ودراستها. وقد تم في هذا الموقع إنقاذ طاقم السفينة النرويجية Alexandra عام 1906.
يجذب خليج أكاديمي البحارة والسياح على حدٍّ سواء، حيث تحدّه بلدة بورتو أيورا، أكبر بلدة في جزر غالاباغوس. وتعيش في مياهه أسود البحر، كما تصل تدفقات الحمم البركانية إلى حافة المياه. ويُعدّ الغوص العميق نشاطًا شائعًا في الخليج، حيث تبقى درجات حرارة المياه مريحة على مدار العام (18–25 °م) وتتميّز برؤية واضحة تتراوح بين 10 و20 مترًا.
يُعدّ خليج أكاديمي مثالًا على البنية الجيولوجية المعروفة باسم "الغربال" (Graben)، وهي كتلة أرضية منخفضة محاطة بصدوع، وتُعدّ هذه البنية سمة مميزة للتشوه التمددي في القشرة الأرضية.
type:waterbody source:GNS-enwiki 0°45′S 90°17′W / 0.750°S 90.283°W